# Ranunculus stylosus
Ranunculus stylosus är en ranunkelväxtart som beskrevs av H.D. Wilson och P.J. Garnock-jones. Ranunculus stylosus ingår i släktet ranunkler, och familjen ranunkelväxter. Inga underarter finns listade i Catalogue of Life.